# John Feldman
John Feldman (Baltimore, 1954) es un cineasta estadounidense.

## Biografía
Licenciado en Biología por la Universidad de Chicago y máster por la Universidad de Temple, es un ávido naturalista. Conoció a la bióloga estadounidense, Lynn Margulis, cuando rodaba el documental EVO: Ten Questions Everyone Should Ask about Evolution (2011, premio CINE Golden Eagle). En 2021, su documental más reciente es Symbiotic Earth: How Lynn Margulis rocked the boat and started a cientific revolution.
Su carrera, iniciada con los cortos como Dry Yearnings (1979) o Circus of Hostages (1982), abarca una amplia gama de géneros. A través de su productora, Hummingbird Films, se centra en documentales de arte y ciencia. Sus largometrajes independientes incluyen la producción de vídeo digital pionera Who the Hell is Bobby Roos? (2002, premio New American Cinema del Festival Internacional de Cine de Seattle), Dead Funny (1995) y Alligator Eyes (1990), estrenada y premiada en la sección Nuevos Directores del Festival Internacional de Cine de San Sebastián.